# Episodi di Geronimo Stilton (prima stagione)
La prima stagione della serie è andata in onda dal 24 settembre 2008 all'11 gennaio 2009 su Rai 2. È stata poi raccolta in 6 DVD editi e distribuiti dalla Universal, usciti anche in edicola con TV Sorrisi e Canzoni.
Gli episodi sono in tutto 26 e sono:
| Nº | Titolo                               | Prima TV          |
| -- | ------------------------------------ | ----------------- |
| 1  | Operazione Shufongfong               | 24 settembre 2008 |
| 2  | Che scoop, Geronimo!                 | 29 settembre 2008 |
| 3  | Ciak, si gira!                       | 1º ottobre 2008   |
| 4  | La mummia senza nome                 | 6 ottobre 2008    |
| 5  | Barry il Baffetto                    | 8 ottobre 2008    |
| 6  | Giù le zampe, faccia di fontina!     | 13 ottobre 2008   |
| 7  | Rotta verso la Cina                  | 15 ottobre 2008   |
| 8  | A me gli occhi!                      | 20 ottobre 2008   |
| 9  | Il gran torneo dei guerrieri Topitsu | 22 ottobre 2008   |
| 10 | Il tesoro di Baffonero               | 27 ottobre 2008   |
| 11 | Mistero sul Roditore Express         | 29 ottobre 2008   |
| 12 | Casa dolce casa! Davvero?            | 3 novembre 2008   |
| 13 | Geronimo, missione Africa!           | 5 novembre 2008   |
| 14 | La Rattobanda                        | 10 novembre 2008  |
| 15 | Che fine ha fatto Tea?               | 12 novembre 2008  |
| 16 | Che pasticcio l'amore!               | 17 novembre 2008  |
| 17 | Tea, top model!                      | 19 novembre 2008  |
| 18 | Mamma, che orca!                     | 24 novembre 2008  |
| 19 | Che ne è stato del formaggio?        | 26 novembre 2008  |
| 20 | Chi è di scena?                      | 1º dicembre 2008  |
| 21 | Dentro il videogioco                 | 3 dicembre 2008   |
| 22 | Supersauro supereroe                 | 7 gennaio 2009    |
| 23 | Una gara piena di trabocchetti       | 8 gennaio 2009    |
| 24 | Un castello da brivido               | 9 gennaio 2009    |
| 25 | Ma cos'è successo, Trappola?         | 10 gennaio 2009   |
| 26 | Tè, che passione!                    | 11 gennaio 2009   |